# Корзу
Корзу (рум. Corzu) — село у повіті Мехедінць в Румунії. Входить до складу комуни Биклеш.
Село розташоване на відстані 232 км на захід від Бухареста, 45 км на південний схід від Дробета-Турну-Северина, 53 км на захід від Крайови.

## Населення
За даними перепису населення 2002 року у селі проживали 606 осіб, усі — румуни. Усі жителі села рідною мовою назвали румунську.